# NULL & PETA
《NULL & PETA》（日语：ぬるぺた）是由新銳動畫製作的日本原創電視動畫。

## 劇情簡介
《NULL & PETA》是由小仓宏文负责动画导演的动画作品，2019年10月播出。
天才少女Null的姐姐Peta在事故中死亡。
但是没问题！靠着仅有的知识和对姐姐的爱，Null成功制作了机器人版的姐姐"Peta"！
不过呢，作为机器人复活的姐姐和生前稍微有些不同？！
围绕妹妹和机器人姐姐的姊妹嬉戏打闹的喜剧展开了：“姐姐，你插头掉了！”

## 登場人物
零(ぬる)聲：和氣杏未
天才小學生，特別是理工方面遠遠超過同年齡孩童，本身因為太過聰明的緣故而遭同學排擠，故不願意上學。
因為自己的姐姐拍塔意外車禍身亡，所以放入了姐姐的記憶並造出了機器布偶拍塔已解相思之苦，
實質是自己出了車禍而陷入昏迷，而被拍塔用虛擬空間與她的意識連結。
名稱取自程式用語Null
拍塔/機器拍塔(ぺた / ぺたロボ)聲：上田麗奈
零的姊姊，也是唯一的親人，在一場車禍中被卡車撞上因此身亡，零也因此將她的生前記憶數碼化，並做出了類似布偶的機器拍塔。
有著布偶的外觀和多樣的機能，但料理技術跟生前一樣的相當糟糕，得意技是做出讓零避之唯恐不及的暗黑炒飯。
實質發生車禍的是自己的妹妹零，在零車禍昏迷的期間使用了虛擬空間與她做意識連結並與之溝通。
與妹妹零同為天才，同時也製造了不少的迷你機器拍塔。
名稱出自1015倍的單位拍塔

## 電視動畫

### 製作人員
- 原案、劇本：はと
- 監督：小倉宏文
- 角色原案：竹嶋えく
- 人物設定、總作畫監督：板倉健
- 色彩設計：髙橋枝里
- 美術監督：森尾麻紀
- 攝影監督：古川貴之
- 編集：中葉由美子
- 音響監督：明田川仁
- 音響制作：MAGIC CAPSULE
- 音樂：岸田勇氣
- 監製：木村裕之、廣川浩二
- 動畫監製：中村達哉
- 動畫製作：新銳動畫
- 製作協力：ascension (動畫工作室)（日语：アセンション (企業)）
- 製作：TOKYOTOON、新銳動畫

## 外部連結
- 《NULL & PETA》官方網站 （页面存档备份，存于）（日語）
- 《NULL & PETA》官方的X（前Twitter）（日語）
- 《NULL & PETA》官方的Facebook專頁（日語）
- YouTube上的《NULL & PETA》官方頻道（日語）